# Rhytus
 (avril 2020).
Genre
Rhytus est un genre de coléoptères de la famille des Staphylinidae et de la sous-famille des Pselaphinae.

## Liste des espèces
Le genre comprend les espèces suivantes :
- Rhytus achillei (O.Park, 1942)
- Rhytus amazonicum Oliveira & Fonseca, 1998
- Rhytus bocatorenus Chandler, 1992
- Rhytus boliviensis (Raffray, 1905)
- Rhytus brevicornis (Raffray, 1905)
- Rhytus bruchi (Raffray, 1908)
- Rhytus fulgidus Chandler, 1992
- Rhytus gounellei (Raffray, 1909)
- Rhytus margaritaceus (Raffray, 1891)
- Rhytus myrmecophilus (Bruch, 1918)
- Rhytus panamensis Chandler, 1992
- Rhytus rubripennis (Raffray, 1891)
- Rhytus semisulcatus (Raffray, 1909)
- Rhytus vestitus Westwood, 1870

## Taxinomie
Le genre est décrit en 1870 par l'entomologiste John Obadiah Westwood.